# اولاف رن
اولاف رن (انگلیسی: Olaf Renn؛ زادهٔ ۱۲ اکتبر ۱۹۶۹) بازیکن فوتبال اهل آلمان است.
از باشگاه‌هایی که در آن بازی کرده‌است می‌توان به باشگاه فوتبال اس‌سی فورتونا کلن، باشگاه فوتبال کمنیتس، باشگاه فوتبال انرژی کوتبوس، و باشگاه فوتبال لوکوموتیو لایپزیگ اشاره کرد.